# Angelika Turban
Angelika Turban (* 27. August 1953 in Kronach) ist eine deutsche Künstlerin.

## Leben
Angelika Turban ist eine Tochter des Künstlerpaares Gertrud Turban und Rudolf Turban. Sie studierte von 1973 bis 1979 in Nürnberg an der Akademie der Bildenden Künste (Studienrichtung textile Techniken und Oberflächengestaltung). Sie ist seit 1979 überwiegend freischaffend tätig und lebt in Bamberg.

## Werke
Turbans Werke im Textilbereich sind meist  abstrakt. Sie hat auch zahlreiche Glasfenster für Sakralräume mit gegenständlicheren Motiven und Figuren gestaltet.
- 1989: Gobelins für die Kirche St. Urban in Bamberg
- Sozialgericht Bamberg
- Klinikum Bamberg
- Raumgestaltung Krypta St. Elisabeth in Nürnberg
- Glasfenster für St. Laurentius Strullendorf bei Bamberg
- Glasfenster für St. Kunigund in Bamberg
- Glasfenster die Evangelische Kirche am Dreienberg in Hessen
- 1997 Glasfenster für St. Lioba in Nürnberg-Großreuth[2]
- 1998 Glasfenster für Altenheim St. Elisabeth in Forchheim